# Kustbevakningens grader i Malaysia

Kustbevakningens grader i Malaysia visar den hierarkiska ordningen i Malaysian Maritime Enforcement Agency (MMEA), vilket är en paramilitär myndighet direkt underställd regeringskansliet (Prime Minister's Department), med ansvarar för brottsbekämpning och räddningstjänst till sjöss.
| Gradbeteckning | Militär grad              | MMEA Lönegrad   | Civil Lönegrad  | Motsvarande grad i Svenska flottan |
|                | Laksamana Muda Maritim    | Premier Grade C | Premier Grade C | Konteramiral                       |
|                | Laksamana Pertama Maritim | X26             | Grade 54        | Flottiljamiral                     |
|                | Kapten Maritim            | X24             | Grade 48        | Kommendör                          |
|                | Komander Maritim          | X22             | Grade 44        | Kommendörkapten                    |
|                | Leftenan Komander Maritim | X20             | Grade 41        | Örlogskapten                       |
|                | Leftenan Maritim          | X17/X18         | Grade 41        | Kapten                             |
|                | Leftenan Madya Maritim    | X16             | Grade 32        | Löjtnant                           |
|                | Leftenan Muda Maritim     | X13             | Grade 27        | Fänrik                             |
|                | Pegawai Waran 1 Maritim   | X12             | Grade 26        | Flottiljförvaltare                 |
|                | Pegawai Waran 2 Maritim   | X10             | Grade 22        | Förvaltare                         |
|                | Bintara Kanan Maritim     | X8              | Grade 20        | Flaggstyrman                       |
|                | Bintara Muda Maritim      | X6              | Grade 20        | Förste styrman Sergeant            |
|                | Laskar Kanan Maritim      | X4              | Grade 20        | Korpral                            |
|                | Laskar Kelas 1 Maritim    | X2              | Grade 17        | Vicekorpral                        |
|                | Laskar Kelas 2 Maritim    | X1              | Grade 17        | Menig 1kl                          |